# Horror en el hipermercado
«Horror en el hipermercado» es una canción interpretada por el grupo español Alaska y los Pegamoides. La compañía Hispavox, la publicó en 1980 como su sencillo debut. Fue compuesta por Carlos Berlanga y Nacho Canut, mientras que Julián Ruiz la produjo. En el documental A quién le importa, Canut explicó que la inspiración para la canción surgió de una circunstancia común en sus vidas: para ambos, todo giraba en torno a un hipermercado, además de que les resultaba fascinante que existiera al menos uno en Madrid. El personaje de Mari Pili es mencionado recurrentemente a lo largo de la canción, ya que la trama se centra en torno a ella. 
Alaska, en diversas ocasiones, ha señalado que la producción a cargo de Julián Ruiz no cumplió con sus expectativas, por lo que inicialmente consideraron a Tino Casal como productor para sus próximos proyectos. 
«Horror en el hipermercado» es una de las canciones más conocidas del grupo, llegando al número 26 en la lista semanal de sencillos más vendidos de España en 1980.

## Composición y grabación
La composición de la canción, originalmente conocida como «Terror en el hipermercado» corrió a cargo de Carlos Berlanga y Nacho Canut, quienes fueron los principales compositores de la mayoría de los temas de Pegamoides. 

## Lanzamiento y recepción comercial
Lanzada por Hispavox, la canción fue incluida posteriormente en el álbum recopilatorio Alaska y los Pegamoides (1982).  Sin embargo, finalmente decidieron asumir la producción de sus canciones por sí mismos. El sencillo alcanzó el puesto número 26 en la lista semanal de los sencillos más vendidos en España en 1980. La portada del sencillo fue diseñada por Costus.

## Vídeo musical
El vídeo musical fue grabado en el primer hipermercado de Madrid en 1980. La producción inicia con una imagen de Mari Pili, la protagonista del vídeo, representada por un maniquí, seguida por una escena en la que los miembros de Pegamoides se disponen a tomar dos carros de la compra. Alaska, acompañada de Carlos Berlanga, canta el estribillo en la sección de frutas, mientras Alaska sostiene un bote de laca para el cabello. Posteriormente, se les une Ana Curra y Eduardo Benavente, quienes aparecen en un carro, mientras Nacho recoge productos de los estantes.
En la sección de lácteos, Alaska y Carlos continúan su actuación, mientras el resto de los Pegamoides se muestran empujando un carro que contiene la cabeza de Mari Pili. El vídeo culmina con la imagen del maniquí, completamente descuartizado, en la sección de congelados del hipermercado.

## Lista de canciones y formatos
| Sencillo de 7" |                             |          |  |
| N.º            | Título                      | Duración |  |
| 1.             | «Horror en el hipermercado» | 2:19     |  |
| 2.             | «El hospital»               | 2:08     |  |
| 3.             | «Odio»                      | 2:13     |  |

| Sencillo de 10" |                             |          |  |
| N.º             | Título                      | Duración |  |
| 1.              | «Horror en el hipermercado» | 2:19     |  |
| 2.              | «El hospital»               | 2:08     |  |
| 3.              | «Odio»                      | 2:13     |  |

## Posicionamiento en listas
| Lista (1980)   | Posición |
| -------------- | -------- |
| España (AFYVE) | 26       |

## Créditos y personal
| - Alaska: voz, guitarra y palmadas - Carlos Berlanga: voz, composición, guitarra y palmadas - Nacho Canut: composición y guitarra eléctrica - Ana Curra: teclado electrónico - Eduardo Benavente: batería y palmadas | - Julián Ruiz: producción - Tino Azores: ingeniería de sonido - Tony Luz: realización - Enrique Naya: diseño - Serapio Carreño: fotografía |